# 4937 Lintott
4937 Lintott este un asteroid din centura principală, descoperit pe 1 februarie 1986, de H. Debehogne.